# CI Kamsar
Der Club Industriel de Kamsar, auch bekannt als CI Kamsar, ist ein 1984 gegründeter guineischer Fußballverein aus Kamsar. Aktuell spielt der Verein in der ersten Liga.

## Erfolge
- Guineischer Pokalfinalist: 2004, 2006, 2013

## Stadion
Seine Heimspiele trägt der Verein im Stade de l'Amitié in Kamsar aus. Das Stadion hat ein Fassungsvermögen von 2000 Personen.

## Trainer
| Trainer             | Nation                               | von                | bis             |
| ------------------- | ------------------------------------ | ------------------ | --------------- |
| René Taelman        | Belgien                              | 1. Januar 1998     | 30. Juni 1999   |
| Gilles Hugon        | Frankreich                           | 1. August 2018     | 31. Januar 2019 |
| Alain-André Landeut | Belgien Demokratische Republik Kongo | 15. September 2018 | 30. Juni 2019   |
| Daniel Bréard       | Frankreich                           | 16. Juli 2020      |                 |